# Gare de Grand Bourg
Pour les articles homonymes, voir Gare de Bourg.
La gare de Grand Bourg est une gare ferroviaire française de la ligne de Villeneuve-Saint-Georges à Montargis, située sur le territoire de la commune de Ris-Orangis, limitrophe de la commune d'Évry-Courcouronnes, dans le département de l'Essonne, en région Île-de-France.
C'est une gare de la Société nationale des chemins de fer français (SNCF), desservie par les trains de la ligne D du RER. Elle se situe à une distance d'environ 28 km de Paris-Gare-de-Lyon.

## Situation ferroviaire

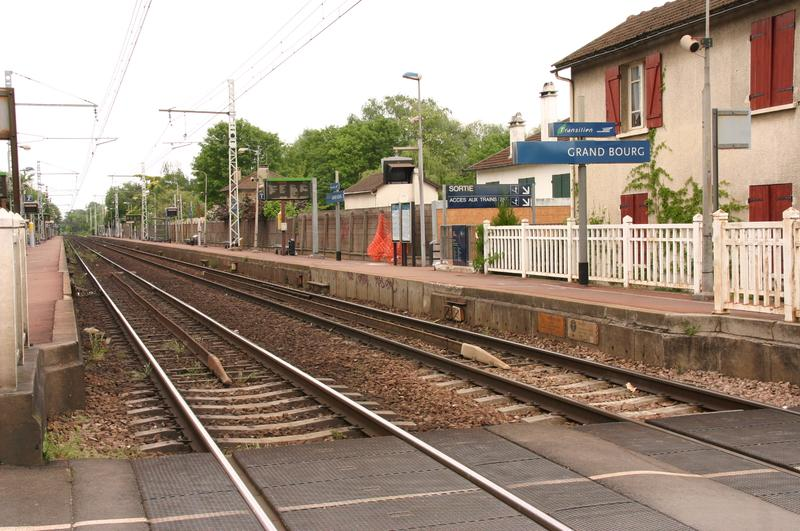
À gauche : voie 2 vers Juvisy/Paris ; à droite : voie 1 vers Corbeil

La gare de Grand Bourg, établie à 35 m d'altitude, est située au point kilométrique (PK) 27,591 de la ligne de Villeneuve-Saint-Georges à Montargis, entre les gares de Ris-Orangis et d'Évry-Val-de-Seine, dans le quartier de Grand Bourg (quartier partagé entre Évry-Courcouronnes et Ris-Orangis).

## Histoire
Cette gare fut créée en 1971 pour succéder à la halte de Grand-Bourg créée en 1946, et qui desservait le quartier du même nom.

## Fréquentation
De 2015 à 2022, selon les estimations de la SNCF, la fréquentation annuelle de la gare s'élève aux nombres indiqués dans le tableau ci-dessous.
| Année     | 2015    | 2016    | 2017    | 2018    | 2019    | 2020    | 2021    | 2022    |
| --------- | ------- | ------- | ------- | ------- | ------- | ------- | ------- | ------- |
| Voyageurs | 450 127 | 412 191 | 376 379 | 336 778 | 302 375 | 141 132 | 603 514 | 249 760 |

## Services des voyageurs

### Desserte
La gare est desservie par les trains de la ligne D du RER.

### Intermodalité
La gare est desservie par la ligne 4219 du réseau de bus Tisse